# 陳去病
陳去病（1874年—1933年），原名陈庆林，字佩忍，号巢南、垂虹亭长。因读“匈奴未灭，无以家为也”，比满清为匈奴，比己霍去病，遂易名“去病”。江苏苏州吴江同里人。诗人，学者，政治活动家，南社三位主要发起人之一。

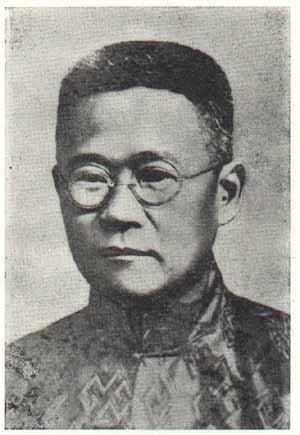

## 生平
早年参加同盟会，宣传革命。1923年担任国立东南大学（1928年改为中央大学，1949年改名南京大学）中文系教授。1928年后曾任江苏革命博物馆馆长、大学院古物保管委员会江苏分会主任委员。1933年10月4日于家乡同里病逝。

## 陳去病墓

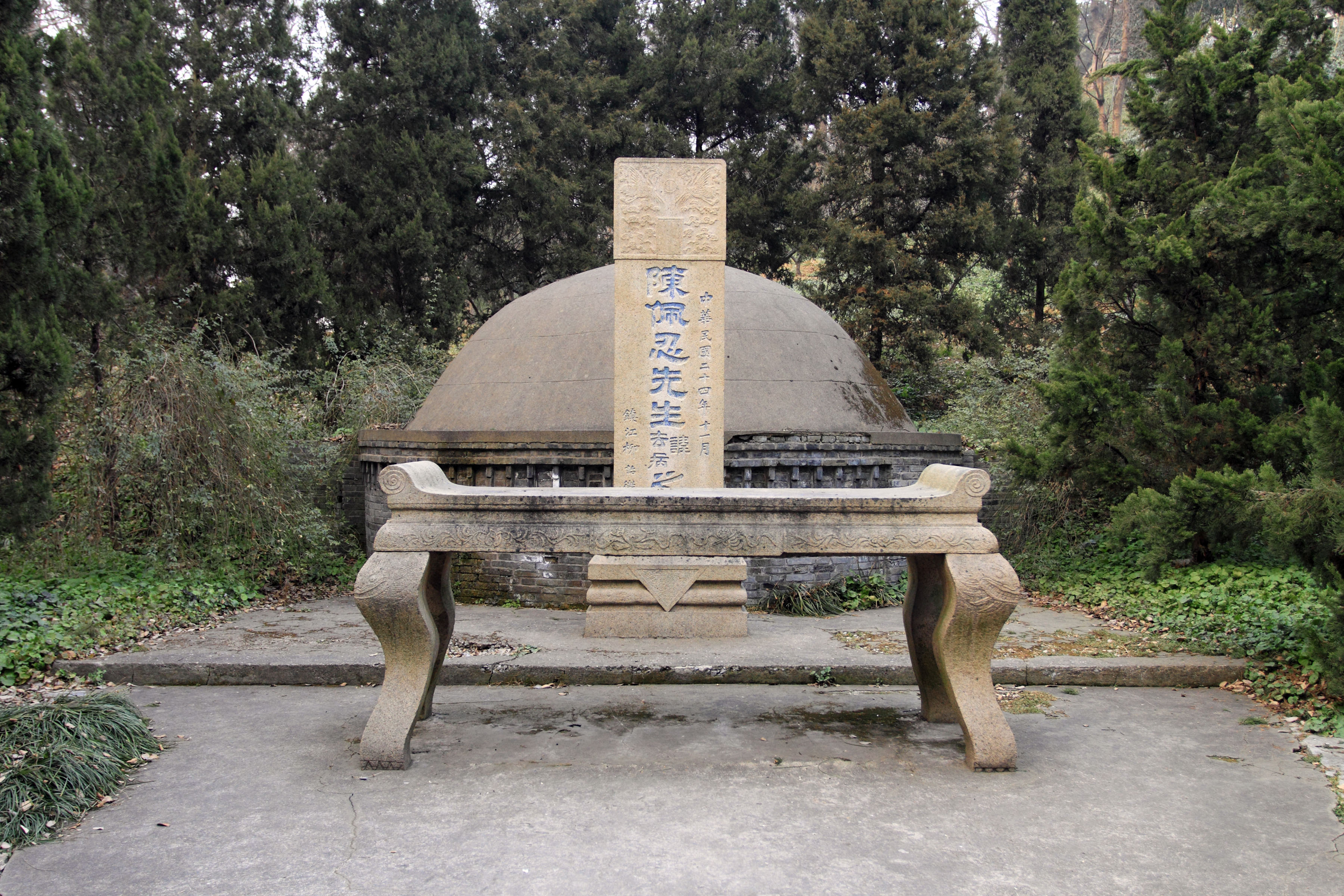
虎丘陳去病墓

陳去病墓位于苏州阊门外虎丘西南麓，碑镌“陈佩忍先生讳去病之墓”为柳詒徵所书。1935年11月南社成立36周年之际，南社诸社友将其灵柩迁葬于南社诞生地虎丘山下。1982年，陳去病墓由虎丘山风景区管理处整修。

## 作品
- 《浩歌堂诗钞》
- 《明遗民录》